# The Guest
The Guest is een Amerikaanse film uit 2014 geregisseerd door Adam Wingard. De film ging op 17 januari 2014 in première op het Sundance Film Festival en ontving overwegend positieve recensies met een score van 92% procent op Rotten Tomatoes.

## Plot
Een soldaat stelt zichzelf voor aan de familie Peterson en beweert een vriend te zijn van hun zoon die is omgekomen tijdens actie. Nadat de jongeman in hun huis wordt verwelkomd, lijkt een reeks ongelukkige sterfgevallen verband te houden met zijn aanwezigheid.